# Каджером
Каджеро́м (в переводе с коми — «плёс, прямое русло меж излучин реки») — поселок в южной части муниципального района Печора на левом берегу реки Исакова, недалеко от устья реки Каджеромка, у железной дороги, в 86 км от города Печора, центр сельского поселения Каджером.
Население — 1245 человек (2021 г).

## История
В 1933 году был организован Кожвинский лесопункт, а лесные делянки располагались на всей территории Усть-Усинского района. Одна из них появилась на месте будущего Каджерома. Первыми жителями поселка стали ссыльные вологодские, воронежские и архангельские крестьяне из поселка спецпереселенцев Песчанка, «открывшие сезон» сталинских репрессий.
В 1935 году лесопункт был переименован в Кожвинский леспромхоз, который первоначально вел заготовку дров для речного флота, ходившего по реке Усе. Вся работа — по корчевке, валке, скатке леса и прокладке дорог — велась вручную.
Началась Великая Отечественная. Правительством страны была поставлена задача — в кратчайшие сроки проложить железнодорожные пути к воркутинскому углю. Необходимо было обеспечить топливом паровозы, и управление леспромхоза в декабре 1941 года переводят в поселок Каджером — ближе к железной дороге. Этот год и считается официальной датой основания поселка. Сюда на каторжный труд летом 1941 года были вывезены советские немцы, а в конце войны и в первые послевоенные годы — власовцы, бывшие советские военнопленные, литовские, украинские националисты с освобожденных территорий Советского Союза.
За время войны в леспромхозе было заготовлено и вывезено 375 тыс. м³ дров и деловой древесины, которая шла в основном на крепежи для воркутинских шахт.
На топографической карте 1942 года поселок был обозначен как Ворлэдзысь (в переводе с коми — «лесозаготовитель»), но труднопроизносимое название не прижилось. В сводках ОГПУ спецпоселение, в котором располагалась спецкомендатура № 44, обозначалось как Каджером. Это наименование и закрепилось за поселком лесозаготовителей и невольников сталинского режима.
18 сентября 1950 года Каджером получил статус рабочего поселка и своё современное название. Первым председателем поселкового совета стал ветеран войны Феофан Александрович Артеев. На тот момент в нём проживали 165 кулаков, 171 власовец, 111 оуновцев (украинских националистов), 94 немца, 16 литовцев. В 1998 году Каджером получил новый статус — сельский населенный пункт с прежним названием.

## Население
| 1959 | 1970  | 1979  | 1989  | 2002  | 2010  | 2021  |
| ---- | ----- | ----- | ----- | ----- | ----- | ----- |
| 5475 | ↘2664 | ↗2924 | ↗3061 | ↘2129 | ↘1831 | ↘1245 |

## Предприятия
На территории Каджерома находится лесничество, каджеромский участок Печорских электрических сетей, участок ЖКУ, ООО «Севертрейд».

## Инфраструктура
В поселке функционируют средняя школа с интернатом, аптека, больница, библиотека, Дом культуры, детская музыкальная школа, детсад, почтовое отделение, телеграф.